# Осада Уругваяны
Осада Уругваяны (порт. Cerco de Uruguaiana) проходила с начала августа по 18 сентября 1865 года и стала результатом наступления войск Франсиско Солано Лопеса в штате Риу-Гранди-ду-Сул во время Парагвайской войны.

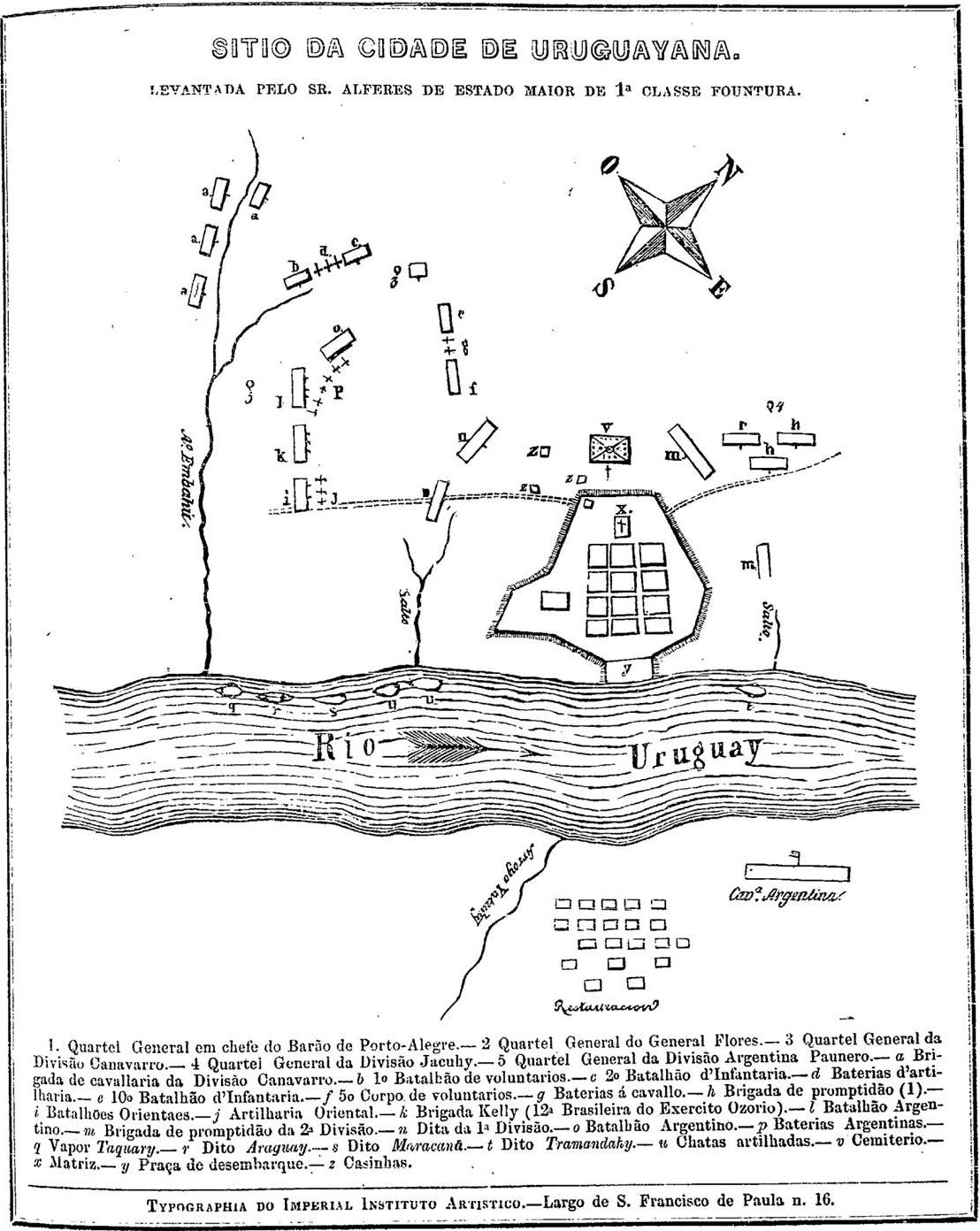
Карта-схема осады Уругваяны.

В результате парагвайского наступления в аргентинской провинции Корриентес и бразильском штате Риу-Гранди-ду-Сул 2 августа майором Дуарте был занят Пасо-де-лос-Либрес, лежащий на западном берегу реки Уругвай, и 5 августа подполковником Антонио де ла Крус Эстигаррибией — Уругваяна, расположенный на противоположном, на территории Бразилии. Эстигаррибия остановился, чтобы дождаться войск, которые должны были прийти из-за Параны в качестве подкрепления. Он неоднократно просил прислать помощь, но Солано Лопес так и не выполнил его просьб, потому что после поражения 11 июня в битве при Риачуэло приказал остановить наступление армии генерала Венсеслао Роблеса и вскоре после этого, опасаясь прерывания связи с Парагваем, приказал ему отступить на север.
За это время к Уругваяне подошёл бразильский отряд генерала Давида Канабарро, но, не имея достаточных сил пехоты, он расположился на удалении от города и перекрыл все коммуникации, лишив парагвайцев продовольствия.
Собрав в общей сложности около 12 000 человек, союзники под командованием президента Уругвая Венансио Флореса 17 августа в битве при Ятае полностью уничтожили парагвайской трехтысячный отряд майора Дуарте и, переправившись через Уругвай, взяли Уругваяну в осаду. Парагвайцы, потеряв всякую надежду на подход помощи и деблокаду, стали укреплять город с помощью засечных линий.
С самого начала между союзниками возникли споры о приоритете в командовании осадными силами, которые были разрешены только с прибытием 11 сентября на фронт бразильского императора Педру II, который предложил разделить союзную армию на три отряда с автономным командованием. Союзные силы к концу осады насчитывали 17 346 человек (12 393 бразильца, 3802 аргентинца и 1220 уругвайцев) и 54 орудия. ВМС Бразилии удерживали реку шестью пароходами.
Трижды союзники посылали призывы к Эстигаррибии с предложением о капитуляции, но получали отказ. Главным врагом парагвайцев была не осаждающая армия, а голод: солдаты слабели и ежедневно умирали. Пытаясь сократить потребление продуктов питания, осажденные попросили вывода из города мирного населения, что произошло 11 сентября. К этому времени число осажденных сократилось до 5500 человек, большинство из которых были больны. 13 сентября состоялся военный совет, на котором президент Аргентины Бартоломе Митре предложил взять город штурмом 18-го числа.
Утром 18 сентября, когда союзная армия занимала позиции для атаки, командующий бразильскими частями Мануэль ди Соуза послал последнее предложение о капитуляции. Эстигаррибия согласился сдаться при условии, что старшие офицеры смогут вернуться в Парагвай или уйти, куда им заблагорассудится, и что уругвайцы, служившие в рядах парагвайской армии, не будут переданы Флоресу, из опасения, что они будут казнены.
Условия Эстигаррибии были приняты, парагвайские войска сдались осаждающим в тот же день. Всего было взято в плен 5574 человека: 59 офицеров, 3860 пехотинцев, 1390 кавалеристов, 115 артиллеристов и 150 человек из вспомогательных войск. Свою часть пленных, разделённых поровну между союзниками, бразильцы продали в рабство, аргентинцы и уругвайцы включили в состав своих пехотных частей. Некоторые были добавлены в парагвайскую дивизию союзной армии для борьбы против своей страны.
Капитуляция парагвайской армии в городе Уругваяна означала провал наступательных планов парагвайского президента Франсиско Солано Лопеса. Чтобы защитить границу Парагвая, Лопес приказал эвакуировать Корриентес, что было завершено к 3 ноября 1865 года.